# Anna Vikström
Anna Vikström (1957) é uma política do Partido Social-democrata sueco.
Tendo actuado como substituta durante vários períodos desde 2015, ela tem sido um membro permanente do Riksdag desde 2020, representando o distrito eleitoral do Condado de Estocolmo pelos sociais-democratas.